# Verband der Metall- und Elektroindustrie Nordrhein-Westfalen
Der Verband der Metall- und Elektro-Industrie Nordrhein-Westfalen e.V. (METALL NRW) ist ein Zusammenschluss von 25 Arbeitgeberverbänden der Metall- und Elektro-Industrie (M+E-Industrie) in Nordrhein-Westfalen. Als Landesverband setzt er sich für die Interessen seiner Mitglieder ein – gegenüber der Öffentlichkeit, den Gewerkschaften, der Politik, der Wissenschaft und den Medien. Zu den Hauptaufgaben gehört der Abschluss von Tarifverträgen mit den Gewerkschaften. METALL NRW ist Mitglied des Gesamtverbandes der Metall- und Elektroindustrie Gesamtmetall.
Der Verband berät überdies seine Mitgliedsverbände in Fragen
- des Arbeits-, Sozial- und Betriebsverfassungsrechts,
- der Arbeitswirtschaft und Entgeltsysteme,
- der Öffentlichkeitsarbeit und
- informiert die Mitgliedsverbände über Gesetzgebung und Rechtsprechung.

## Verbandsaufgaben
Der Verband handelt als Tarifträgerverband für seine Mitgliedsverbände und deren Mitgliedsunternehmen Entgelte, Arbeitszeit, Sozialleistungen und andere wichtige Bedingungen der Arbeitsverhältnisse aus. Der Verband berät in Fragen des Arbeitsrechts und ermöglicht einen branchenübergreifenden Erfahrungsaustausch der Mitgliedsverbände und Unternehmen in Arbeitskreisen, Ausschüssen und Seminaren.
Im Bereich des Sozialversicherungsrechts und informiert der Verband über neue Gesetze sowie über wichtige Urteile in der Rechtsprechung. Dabei geht es vor allem um die praxisgerechte Gestaltung und Umsetzung des Sozialrechts in den Betrieben, z. B. in den Bereichen Altersvorsorge, Altersteilzeit und Arbeitsförderungsrecht. Der Landesverband unterstützt seine Mitgliedsverbände in sozial- und arbeitsrechtlichen Fragestellungen mit europarechtlichem oder internationalem Bezug. Über das Verbindungsbüro von unternehmer nrw in Brüssel bringt der Verband die Interessen der nordrhein-westfälischen M+E-Industrie bei Richtlinienentwürfen oder sonstigen Vorhaben auf europäischer Ebene ein, um belastende Regelungen für die Unternehmen abzumildern oder ganz zu verhindern. Auch berät der Verband die Unternehmen bei der Arbeitsgestaltung, der Arbeitssicherheit und bei der Verbesserung der Arbeitsbedingungen. Er unterstützt sie bei der Einführung neuer Techniken und bietet Lösungen in den Fragen der Eingruppierung und der Leistungsentlohnung. Der Verband beteiligt sich aktiv an der Gestaltung der Bildungspolitik. Die Ausbildung sowie Fachkräftesicherung und -gewinnung sind dabei zentrale Anliegen des Verbandes. In enger Zusammenarbeit mit METALL NRW bietet das BILDUNGSWERK NRW Qualifizierungs-Seminare für Fach- und Führungskräfte sowie für Betriebsratsmitglieder an.

## Verbandsitz
Die Geschäftsstelle befindet sich in Düsseldorf. In Rheinnähe vertritt der Verband die Interessen der M+E-Industrie Nordrhein-Westfalen im Haus „unternehmer nrw“. Die Lage und räumliche Nähe zu Landtag, Ministerien, Verbänden sowie Gewerkschaften soll einen direkten Austausch und intensives Netzwerken ermöglichen.

## Geschichte
Das Gründungsdatum liegt im Jahre 1904. Damals wurde der Arbeitgeberverband für die nordwestliche Gruppe des Vereins der Eisen- und Stahlindustriellen, kurz Arbeit-Nord-West gegründet. Dieser Verband war bis zum Jahre 1934 – dem Jahr der Auflösung der Arbeitgeberverbände im ganzen Deutschen Reich – der beherrschende sozialpolitische Verband im rheinisch-westfälischen Industriegebiet. Ebenfalls im Jahre 1904 entstand unter der Federführung von Arbeit-Nord-West die Bezirksvereinigung der Rheinisch-Westfälischen Eisen- und Stahl-Industrie. Ihr gehörten unter der eindeutigen Federführung von Arbeit-Nord-West andere metallindustriell geprägte regionale Arbeitgeberverbände, z. B. aus Hagen, Remscheid, dem Siegerland, Iserlohn oder dem südöstlichen Westfalen an.

## Unterscheidungsmerkmal zu anderen Verbänden
Die Bezirksvereinigung der rheinisch-westfälischen Eisen- und Stahlindustrie ist als Verbändeverband eindeutig als Vorgänger von METALL NRW zu identifizieren. Die Bezirksvereinigung wurde nicht nur von der Struktur her zum Vorbild bei der Gründung des Arbeitgeber-Ausschusses Metall Nordrhein-Westfalen (heute METALL NRW) am 27. Juni 1948. Die Kontinuität erklärt auch, warum der Tarifträgerverband METALL NRW als Verbändeverband ohne eigene Firmenmitgliedschaft verfasst ist. Dies stellt ein Unterscheidungsmerkmal zu allen anderen Mitgliedsverbänden von GESAMTMETALL dar. Die besondere Organisation von METALL NRW gewährleistet damit seit über 100 Jahren eine tiefe Verankerung der tarif- und sozialpolitischen Interessenvertretung in den NRW-Regionen. Gerade sie stellt sicher, dass auch die Interessen der sog. kleinen und mittleren Unternehmen über die Landesebene hinaus bis auf die europäische Ebene authentisch geltend gemacht werden können.
Daten und Namen zur Verbandsgeschichte:
- 27. Juni 1948 – Gründung Arbeitgeber-Ausschuss Metall Nordrhein-Westfalen
- 13. September 1948 – Umbenennung in: Verband metallindustrieller Arbeitgeberverbände Nordrhein-Westfalen e.V.
- 29. April 1977 – Umbenennung in: Verband der Metallindustrie Nordrhein-Westfalen e.V.
- 19. Juni 1991 – Umbenennung in: Verband der Metall- und Elektro-Industrie Nordrhein-Westfalen e.V.
- 9. Juni 1998 – Umbenennung in: METALL NRW Verband der Metall- und Elektro-Industrie Nordrhein-Westfalen e.V.

### Präsidenten
- Hans Bilstein, Ennepetal-Altenvoerde (1948–1951)
- Ernst Hilbert, Oberhausen (1952–1960)
- Albert Honsberg, Remscheid-Hasten (1960–1966)
- Hans-Wilhelm Rudhart, Oberhausen (1966–1969)
- Alfred Fr. Flender, Oberhausen (1969)
- Friedrich A. Neuman, Eschweiler (1970–1980)
- Paul Pleiger, Herbede (1980–1983)
- Jochen F. Kirchhoff (Ehrenpräsident), Iserlohn (1983–1997)
- Martin Kannegiesser, Vlotho (1997–2000)
- Michael Jäger, Lohmar (2000–2006)
- Horst-Werner Maier-Hunke (2006–2014)
- Arndt G. Kirchhoff (seit 24. Juni 2014)

### Hauptgeschäftsführer
- Max Lobeck (bis 1964)
- Herbert Zigan (1964–1971)
- Hans Hellmut Krause (1973–1989)
- Hansjörg Döpp (1990–2006)
- Luitwin Mallmann (2006–2021)
- Johannes Pöttering (seit 1. Jan. 2022)[1]